# Baráz Ádám
Baráz Ádám (Balassagyarmat, 1987. december 15. –) zeneszerző, zongoraművész, zeneelmélet tanár, korrepetitor.

## Élete és munkássága
Zenei tanulmányait, a balassagyarmati Rózsavölgyi Márk Művészeti Iskola növendékeként kezdte Somogyvári Ildikó (zongora) osztályában. 14 évesen felvételt nyert többek közt a győri Richter János Zeneművészeti Szakközépiskola zeneszerzés, zongora és szolfézs-zeneelmélet szakára,ahol Reményi Attila (zeneszerző), Hennel Georgina (zongora) és Oláh Margit (zongora, kamarazene) voltak vezető tanárai.
Szabadfoglalkozású zeneszerzőként és korrepetitorként valamint magán zeneelmélet, szolfézs és zenetörténet tanárként tevékenykedik. Korrepetitori munkája során több magyarországi regionális és országos versenyen vett részt, a Magyar Állami Operaház magánénekeseivel is dolgozott, és közreműködött számos művészeti iskolában.
Zeneszerzői munkássága igen széleskörű. Több mint 160 befejezett opusza van. Komponált már szóló hangszeres, vokális, kamarazenei és zenekari műveket egyaránt, valamint versenyműveket is. (Concertino cimbalomra és vonósokra – Herencsár Viktóriának ajánlva, Hegedűverseny, Concertino for piano and strings – Alisa Yajimanak ajánlva).
Műveiben fontos szempont a hagyományosság, azaz a melódiára, harmóniára és ritmikára épülő zenei gondolatok. Kompozíciói megszólaltak már számos európai országban (Szlovákia, Ausztria, Franciaország, Németország, Belgium, Anglia, Hollandia, Csehország, Spanyolország stb.), valamint Mexikóban és Kínában is. 2012 nyarán nagy sikerrel adott koncertet Japánban, ahol Bartók és Chopin művek mellett bemutatta a Fukusima áldozatainak emlékére írott Elégiát.
2009 óta a Neuma Zeneműkiadó gondozásában évente egy kompozíciója került kiadásra a kiadó kortárs sorozatában.(Toccata cimbalomra, Apróságok Apróságoknak – zongorára, nem csak gyermekeknek, Concertino cimbalomra és vonószenekarra, Jelenetek ifjúsági vonószenekarra).
2012 őszétől 2016 nyaráig több kamarazenei hangversenyt és szólóestet adott, melyben fiatal művészekkel együtt muzsikált. Budapesten a Kossuth Klubban, Mozaikok, az Országos Idegennyelvű Könyvtár és Zenei Gyűjteményben Nemzetek Muzsikája és A Cimbalom címmel több részes hangversenysorozat szervezője és közreműködője volt. Mindezek mellett a Fészek Művészklub, a Művészetek Palotája Üvegterme, a Rátkai Márton Klub, a Bálint Ház épp úgy otthont adott előadó és alkotóművészi munkájának, mint a Szép Galéria vagy Lotz Károly terem.
2013-tól a Théba Művészeti Szakgimnázium és Szakközépiskola előadója és oktatója. 2014-től ezzel párhuzamosan a felvidéki Základná Umelecká Škola Balog nad Ipľom – Művészeti Alapiskola Ipolybalog zongora és kamarazene tanára, korrepetitora.
2018-ban Bécsben Maria Teresa Uribe Reddemann korrepetitora a Vienna Konservatorium – Wien-ben.
Weöres Sándor-Bartók Béla: Rongyszőnyeg a Teljesség felé címmel színházi előadóesteket tartottak Jancsó Sarolta színművésznővel a költő születésének 100. majd halálának 25. évfordulója alkalmából a 2013/14-es évadban. (Bálint Ház)
2014 tavaszán a Jancsó Sarolta által rendezett Csehov Sirály c. művéhez percoperát komponált A viharmadár címmel, melynek bemutatója a Bethlen Téri Színházban volt.
2015-2018 között a balassagyarmati "Zene határok nélkül" Nemzetközi Muzsikustábor, Verseny és Művészeti Fesztivál Zenekari estjének keretében szólaltak meg vonószenekari művei a muzsikustábor hallgatóiból alakul zenekar előadásában. (Jelenetek, Concertino cimbalomra és vonószenekarra, Suite Caractéristiques, Lachrymae – Keönch Boldizsár emlékére, Concertino for piano and strings)
2016 őszétől együtt koncertezik feleségéve, Baráz Alisa zongoraművésznővel az AlisAdam PianoDuo formációval. Eddig számos négykezes és két zongorás koncertet adtak Magyarországon, Európában és Japánban.
2019 január 29-én szólalt meg a majd tíz perces szólózongorára komponált zeneműve a Civitas Fortissima 100' , melyet Balassagyarmat városának ajánlott az 1919-es balassagyarmati felkelés 100. évfordulójának emlékére.
2020 nyarán a Holdfényestek hangversenysorozat keretében nagy sikerrel debütált a Hegedűs Endre és felesége, Hegedűs Katalin zongoraművész házaspár illetve az AlisAdam PianoDuo alkotta Budapest Piano Quartet formáció (két zongora, nyolckezes). Azóta számos hangversenyt adtak Magyarországon. 2021 augusztus 3-án a Pesti Vigadó Dísztermében adtak nagyszabású koncertet.
2020-ban a COVID-19 világjárvány miatt több, mint 40 hazai és külföldi koncertje maradt el a zongoraduónak, így online házi koncerteket közvetítettek élőben, többek közt egy négy részes Adventi Koncertek sorozatot az adventi időszak minden vasárnapján.
2021 január 26-án a Magyar Rádió Márványtermében adott AlisAdam PianoDuo-val adott koncerten a rádió rögzítette a Távoli utazások és a Könnyek című zongorára, négy kézre írott kompozícióit.
2021 szeptember 29-től az Alkotó Muzsikusok Társaságának (AMT) rendes tagja. A zeneszerző csoport évente rendez koncerteket a fővárosban és vidéki koncerthelyszíneken.
Az elmúlt években szülővárosában, Balassagyarmaton is rendszeresen koncertezik, mint zongoraművész, mint az AlisAdam PianoDuo tagja és mint zeneszerző.
Választott törzshelye a balassagyarmati ARTÉRIA GALÉRIA, ahol intim és meghitt környezet várja a koncertekre és zenetörténeti előadásokra látogató közönséget. (Zeneszerzők testközelben, Nemzetek muzsikája, Mesterek és tanítványok, stb.)

## Díjai
FIATAL PÉLDAKÉP – kitüntető cím (2021) – Balassagyarmat Város Önkormányzata 

## AlisAdam PianoDuo
Tagok: Baráz Ádám zeneszerző és Baráz Alisa zongoraművésznő.
A zongoraduó 2016 szeptemberében alakult Budapesten. Az első közös hangversenyt követően rendszeresen koncerteznek Magyarországon, Európa-szerte és Japánban. A formáció repertoárja nagyon széleskörű. A klasszikus művektől a romantika zenéjén át egészen a kortárs négy kézre és két zongorára írt kompozíciókig megtalálható sok ismert és kevésbé ismert alkotás.
„Igyekszünk elsősorban olyan programot összeállítani, amely elnyeri a zeneértő, a zenekedvelő és a laikus közönség tetszését egyaránt. Ezen kijelentés után természetesen azonnal egy megszokott repertoárra asszociálhatunk, viszont a hangversenyeken igazi zenei csemegét hallhat a koncertre látogató.” (Baráz Ádám)

## Művei
- nem teljes műjegyzék -
Zongorára írott kompozíciók:
- Civitas Fortissima 100' (2019)
- ... töredékek ... (Hommage á Ligeti)
- Kis szvit gyermekeknek
- Toccata
- Magyar anyag
- Távoli utazások – szvit
- Preludium és kisfúga (Hommage á Bach)
- Sonatine (Hommage á Ravel)
- 66
- Fonódó életek (kísérőzene)

Zongora négy kézre, vagy két zongorára írott kompozíciók:
- Könnyek – a COVID-19 áldozatainak emlékére
- Ouverture de la Comédie
- Távoli utazások – szvit
- Concertino Versenyművek:

- Concertino for piano and strings
- Concertino for dulcimer and strings
- Hegedűverseny

Kamarazenei kompozíciók:
- 7 hegedűduó
- Kis szvit fuvolára és zongorára
- Történetek – négy duó fuvolára vagy klarinétra
- Two pieces for flute, oboe and piano
- A néger rabszolga panasza – két harsonára és tubára
- Kisördögök pajzán tánca – két harsonára és tubára
- Elégia –  gordonkára és zongorára
- Fantázia és Tarantella – kürtre és zongorára
- Magyar emlék – kürtre és zongorára
- Magyar tánc – két hegedűre és cimbalomra

Zenekarra, kamarazenekarra írt kompozíciók:
- Jelenetek – vonószenekarra
- Lachrymae – vonószenekarra
- Suite Caractéristiques – vonószenekarra
- Egy macska lelke – szimfonikus zenekarra (2021)

Szóló hangszerre írott kompozíciók:
- Szólószonáta – hegedűre
- Sonatine – hárfára
- Búcsú a reménytől – gitárra
- Toccata – cimbalomra

Vokális kompozíciók:
- 3 dal (Kosztolányi Dezső verseire) – mezzoszoprán hangra és zongorára
- 40 magyar népdal – népdalfeldolgozások zongorakísérettel
- Salve Regina – női karra és orgonára